# Ah, l'amore/Alì Alì Alè
Ah, l'amore/Alì Alì Alè è un singolo del duo italiano Franco & Ciccio, pubblicato nel 1982.

## Descrizione
Uscito in formato 45 giri, proviene dal programma televisivo Patatrac e nel lato B include la canzone Ali Ali Alè, cover di Shaddap you face di Joe Dolce.

## Tracce
1. Ah, l'amore
2. Alì Alì Alè